# Felix von Werdenberg

Wappen des Felix von Werdenberg

Graf Felix von Werdenberg (* um 1480; † Juni 1530) war ein Nachkomme der Pfalzgrafen von Tübingen und Mörder des Andreas von Sonnenberg.

## Herkunft und Ehe
Felix stammte aus der Linie Werdenberg-Trochtelfingen-Sigmaringen-Heiligenberg, einer Seitenlinie der Grafen von Werdenberg und war über diese ein Nachfahre der Pfalzgrafen von Tübingen. Er war ein Sohn des Grafen Georg von Werdenberg und der Markgräfin Katherina von Baden und somit ein Neffe zweiten Grades von Kaiser Maximilian I. Einer seiner Onkel väterlicherseits war Haug von Werdenberg.

## Leben
Nach dem Tod seines Vaters erbte Felix zusammen mit seinen Brüdern Johann († 1522) und Christoph († 1534) die Grafschaften Heiligenberg, Sigmaringen und Veringen. Durch die Eheschließung mit einer wallonischen Erbin gelangte er zu reichem Besitz in der Grafschaft Luxemburg und verzichtete daher 1510 auf die ihm bei der Teilung zugefallene Grafschaft Sigmaringen mit Veringen zugunsten seines Bruders Christoph.
Felix von Werdenberg bewährte sich als tüchtiger Kriegs- und Hofmann im Dienst der Kaiser Maximilian I. und Karl V. Die Gunst Maximilians verlor er auch nicht, als er 1511 den Grafen Andreas von Sonnenberg tötete. Während des Bauernkriegs schlug er im Jahr 1525 den Aufstand im Hegau nieder. Im Jahr 1529 unterstützte er Karl V., als er ihm einige tausende Landsknechte in Italien zuführte.
1516 wurde er in den Orden vom Goldenen Vlies aufgenommen.

## Der Tod des Grafen Andreas von Sonnenberg
Felix von Werdenberg ist vor allem bekannt, weil er am 10. Mai 1511 zusammen mit seinen Gefolgsleuten im Ried bei Herbertingen den kaiserlichen General Andreas von Sonnenberg erschlagen hat. Nach längeren Erbschafts- und Grenzstreitigkeiten verspottete der großgewachsene breitschultrige Andreas von Sonnenberg seinen Kontrahenten, Felix von Werdenberg, den Brautführer bei der Hochzeit von Sabina von Bayern in Stuttgart, wegen seiner geringen Größe und warf ihm Feigheit vor.

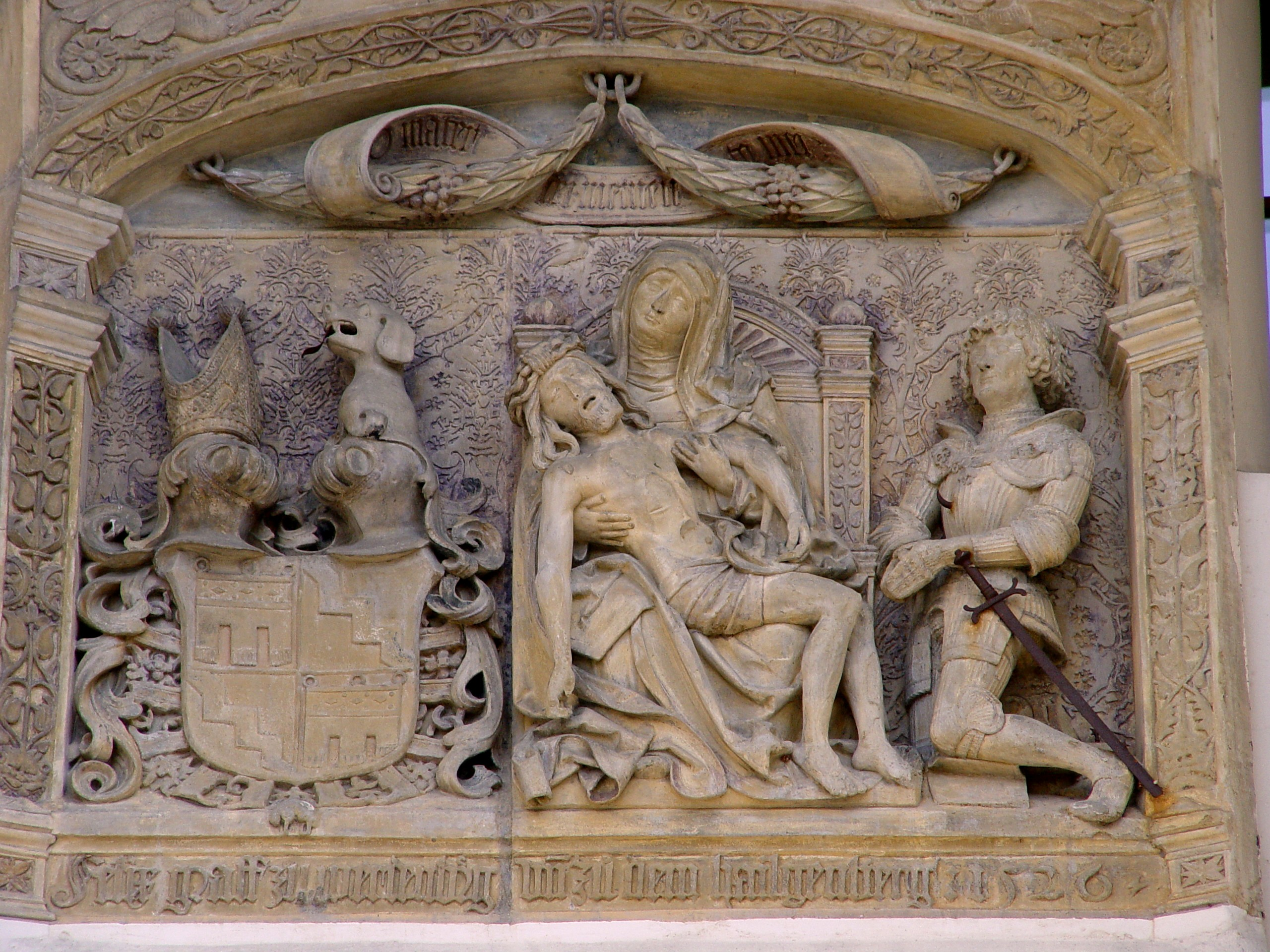
Sühnebild Felix von Werdenberg am Hauptportal des Schlosses in Sigmaringen

Kurz danach lauerten Felix von Werdenberg und einige fahrende Kriegsknechte dem von einer Jagd nach Scheer heimkehrenden Sonnenberger im Gebüsch auf und stachen und hieben auf den wehrlosen ein, dass er bald mit seinem Ross schwer verwundet am Boden lag. Graf Christoph von Werdenberg verweigerte seinem Bruder Felix den Einlass in Sigmaringen und sandte einen Boten nach Scheer, „seine Abscheu über die That seines Bruders und sein Beileid auszudrücken.“ Am Hauptportal des Schlosses in Sigmaringen ist heute noch zum Gedenken an diese Bluttat ein Sühnebild zu sehen, auf dem Felix von Werdenberg vor einer Pieta kniet.
Nachdem in dem vom Kaiser eingeleiteten Ermittlungsverfahren nur auf Totschlag plädiert worden war, erhielt der Werdenberger Schutz sowohl von den Grafen von Württemberg als auch vom Kaiser. Erst 19 Jahre später starb er auf dem Reichstag von Augsburg entweder an einem Schlaganfall oder durch eine Hinrichtung durch Enthauptung.

## Sein tatsächliches Ende
Überliefert ist nur, dass Felix, der keine Nachkommen hatte, in der Nacht vom 11. auf den 12. Juli 1530 völlig überraschend auf dem Reichstag zu Augsburg starb, an dem auch sein Bruder Christoph teilgenommen hatte. Dafür, dass er hingerichtet wurde, gibt es keine seriösen Belege. Da auch seine beiden Brüder keine Nachkommen hatten, starb seine Familie schon 1534 in männlicher Linie aus.